# Ploče
Ploče este un oraș în cantonul Dubrovnik-Neretva, Croația, având o populație de 10.135 de locuitori (2011). Între 1950 și 1954, respectiv între 1980 și 1990, orașul a purtat denumirea de "Kardeljevo", după politicianul iugoslav de etnie Slovenă Edvard Kardelj.

## Demografie
Componența etnică a orașului Ploče
     Croați (95,93%)
     Sârbi (1,52%)
     Necunoscut (0,38%)
     Neclasificat (1,76%)
Componența confesională a orașului Ploče
     Catolici (89,19%)
     Fără religie și atei (4,97%)
     Ortodocși (1,16%)
     Necunoscută (2,6%)
     Alte religii (2,07%)
Conform recensământului din 2011, orașul Ploče avea 10.135 de locuitori. Din punct de vedere etnic, majoritatea locuitorilor (95,93%) erau croați, cu o minoritate de sârbi (1,52%). Apartenența etnică nu este cunoscută în cazul a 0,38% din locuitori. Din punct de vedere confesional, majoritatea locuitorilor (89,19%) erau catolici, existând și minorități de persoane fără religie și atei (4,97%) și ortodocși (1,16%). Pentru 2,6% din locuitori nu este cunoscută apartenența confesională.